# فنسنت فالنتاين
فنسنت فالنتاين (4 أبريل 1908 - 1972) (بالإنجليزية: Vincent Valentine)‏ هو لاعب كريكت جامايكي. شارك مع منتخب الهند الغربية للكريكت.

## وصلات خارجية
- فنسنت فالنتاين على موقع إي آس بي آن كريك إنفو (الإنجليزية)